# Érico VIII da Suécia
Érico VIII (m. 1067) - às vezes chamado de Érico, o Pagão (Erik Hedningen) - foi, de acordo com Adão de Bremen, o rei da Suécia entre 1066 e 1067 junto com Érico VII, com ambos disputando o trono até à morte. Nada se sabe sobre ele e o outro Érico, porém historiadores posteriores especularam que um era cristão e o outro pagão, não havendo todavia uma base histórica para tal afirmação. Depois dos dois Éricos terem morrido, numa grande batalha, Halsteno, filho do rei Estenquilo, ascendeu ao trono.